# スロープ郡 (ノースダコタ州)
スロープ郡（英: Slope County）は、アメリカ合衆国ノースダコタ州の南西部に位置する郡である。2010年国勢調査での人口は727人であり、2000年の767人から5.2%減少した。ノースダコタ州で最も人口の少ない郡であり、国内でも少ないほうから第19位である。郡庁所在地はアミドン市（人口20人）であり、同郡で人口最大の自治体はマーマース市（人口136人）である。アミドンは国内でも2番目に人口の少ない郡庁所在地である。

## 歴史
スロープ郡はビリングス郡の南部から新しい郡を創設する住民投票が行われた後の1914年に創設された。郡名はノースダコタ州西部、特にミズーリ川西岸の地域で目に付く地形でもあるミズーリ・スロープに因むものである。郡政府は1915年1月14日に組織化され、それ以来一貫してアミドンに郡庁所在地がある。

## 地理
アメリカ合衆国国勢調査局に拠れば、郡域全面積は1,219平方マイル (3,157 km2)であり、このうち陸地は1,218平方マイル (3,155 km2)、水域は1平方マイル (3 km2)で水域率は0.10%である。
スロープ郡にはノースダコタ州で最高地点である標高3,506フィート (1,062 m) のホワイトビュートがある。

### 主要高規格道路
- アメリカ国道12号線
- アメリカ国道85号線
- ノースダコタ州道21号線
- ノースダコタ州道67号線

### 隣接する郡
- ビリングス郡 - 北
- スターク郡 - 北東
- ヘッティンガー郡 - 東
- アダムズ郡 - 南東
- ボウマン郡 - 南
- ファロン郡 (モンタナ州) - 西
- ゴールデンバレー郡 - 北西

### 国立保護地域

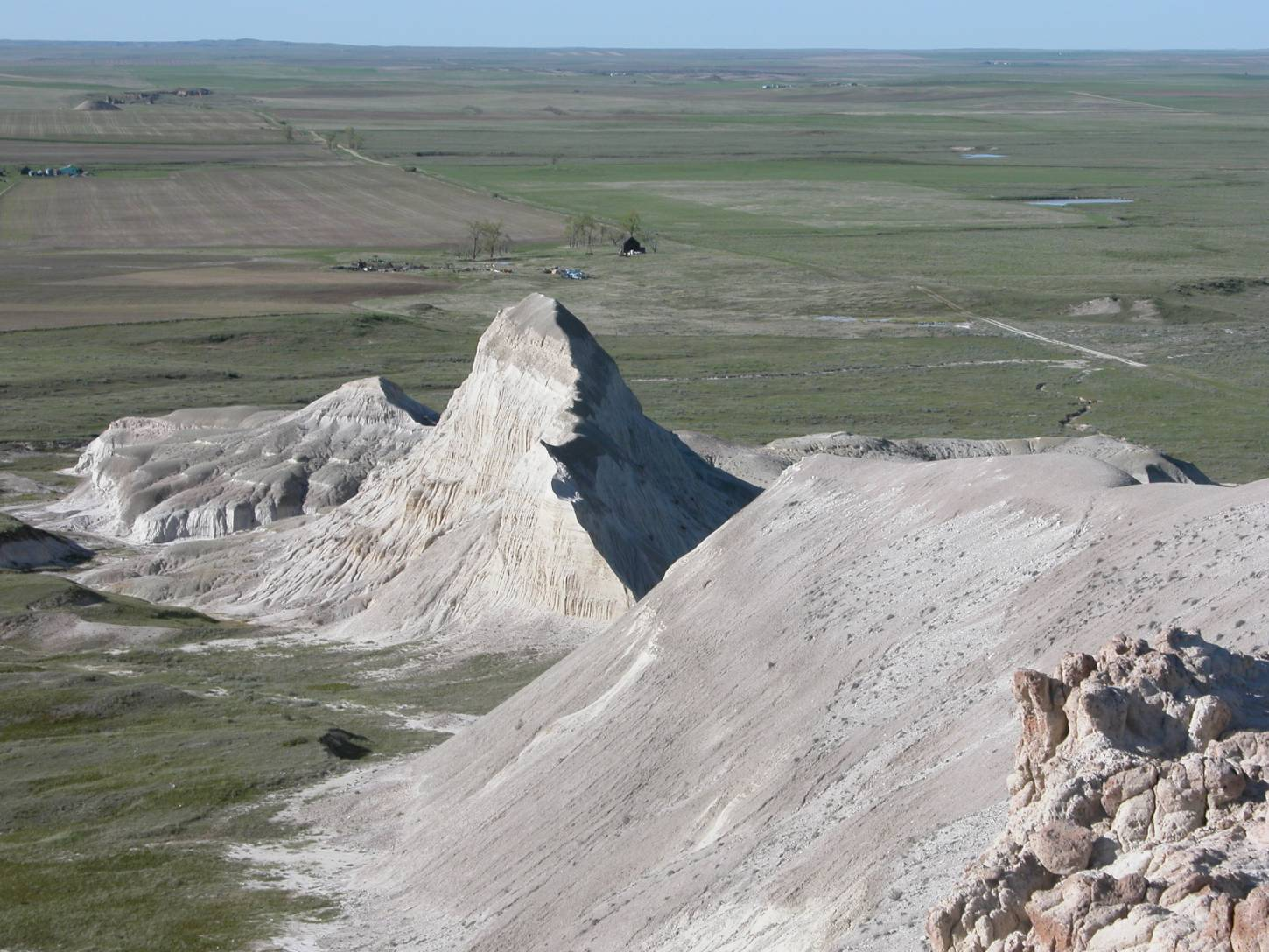
ホワイトビュート

- リトルミズーリ国立草原（部分）
- スチュワート湖国立野生生物保護区
- ホワイト湖国立野生生物保護区

## 人口動態
以下は2000年の国勢調査による人口統計データである。
| 基礎データ - 人口: 767人 - 世帯数: 313 世帯 - 家族数: 222 家族 - 人口密度: 0.14人/km2（0.37人/mi2） - 住居数: 451軒 - 住居密度: 0.24軒/km2（0.63軒/mi2） 人種別人口構成 - 白人: 99.74%（白人比率が国内最大の郡） - ネイティブ・アメリカン: 0.13% - 混血: 0.13% - ヒスパニック・ラテン系: 0.13% 先祖による構成 - ドイツ系：49.9% - ノルウェー系：15.2% - アメリカ人：8.1% - イギリス系：7.4% - スウェーデン系：7.2% 年齢別人口構成 - 18歳未満: 25.3% - 18-24歳: 4.2% - 25-44歳: 25.0% - 45-64歳: 27.6% - 65歳以上: 17.9% - 年齢の中央値: 42歳 - 性比（女性100人あたり男性の人口） - 総人口: 116.7 - 18歳以上: 117.0 | 世帯と家族（対世帯数） - 18歳未満の子供がいる: 30.0% - 結婚・同居している夫婦: 64.5% - 未婚・離婚・死別女性が世帯主: 3.8% - 非家族世帯: 28.8% - 単身世帯: 27.2% - 65歳以上の老人1人暮らし: 10.5% - 平均構成人数 - 世帯: 2.45人 - 家族: 2.96人 収入と家計 - 収入の中央値 - 世帯: 24,667米ドル - 家族: 26,058米ドル - 性別 - 男性: 20,000米ドル - 女性: 12,115米ドル - 人口1人あたり収入: 14,513米ドル - 貧困線以下 - 対人口: 16.9% - 対家族数: 15.4% - 18歳未満: 16.3% - 65歳以上: 8.0% |

## 都市と町

### 都市
- アミドン - 郡庁所在地
- マーマース

注: ノースダコタ州の法人化された自治体は、その大きさに拠らず全て「市」になる

### 郡区
| - バックリン - キャロル - キャッシュ - シーダークリーク - コーナー - クロウフォード - ハーパー | - ヒューズ - ヒューム - ミネラルスプリングス - モード - マウンド - ピースフルバレー - レイニービュート | - リッチランドセンター - サンドクリーク - シーツ - ホワイトレイク - ウッドベリー |

### 廃止された郡区
- ドーバー
- スロープセンター
- サンシャイン[6]